# Волынка (река)
Волы́нка (бел. Валы́нка) — река, протекающая по территории Городокского и Витебского районов Витебской области Белоруссии, правый приток Западной Двины. Длина реки — 20 км, площадь водосборного бассейна — 78 км². Средний наклон водной поверхности — 1,6 м/км.
Исток реки находится в лесном массиве в 5 км к северо-востоку от деревни Конаши в Городокском районе. Верхнее течение проходит по Городокскому району, нижнее — по Витебскому. Верховья лежат в заболоченном незаселённом лесном массиве, в среднем течении река выходит из леса и протекает деревни Низкие, Соболево, Горькаво, Островские. Именованных притоков не имеет. Генеральное направление течения — юго-восток, перед устьем поворачивает на юго-запад.
Впадает в Западную Двину напротив деревни Прудники.